# .ec
.ec es el dominio de nivel superior geográfico (ccTLD) para Ecuador creado en 1991. Es administrado por NIC Ecuador (Ecuadordomain S.A.), según delegación suscrita por ICANN en octubre de 2000, y acuerdo macro de 23 de junio de 2010.
Los agentes registradores acreditados por NIC.EC son los encargados de facilitar en sus páginas web el registro y la renovación de los nombres de dominio.ec, bajo el marco de la libre competencia, por lo que se puede conocer el precio de registro accediendo a sus páginas web.
NIC.EC ofrece el registro directo y exclusivo, sin intermediarios, de los nombres de dominio gob.ec y mil.ec, por tratarse de nombres de dominio asignados y restringidos únicamente a entidades de gobierno y militares.  
La política de registro están descritas en Políticas Nic.ec. En el año 2022 se crearon extensiones destinadas a actividades específicas y que su registro amerita cumplir con los requisitos de Nic.ec
- .fin.ec: de uso exclusivo para entidades del sistema financiero ecuatoriano.
- .med.ec: de uso exclusivo para profesionales de la salud, clínicas, y hospitales acreditados por la Agencia Nacional de Regulación, Control y Vigilancia Sanitaria (Arcsa).
- .edu.ec: de uso exclusivo para instituciones educativas acreditadas en el Ministerio de Educación del Ecuador.
- .org.ec: de uso exclusivo para organizaciones sin fin de lucro debidamente acreditadas.

No existen restricciones de índole geográfica para el registro de nombres de dominio .ec
Un dominio de segundo nivel activo pero que ya no se comercializa es .k12.ec. A partir del 1 de julio de 2004 se suspendió cualquier registro, que en el pasado se lo ofreció para colegios particulares.

## Comerciales
- .ec
- .com.ec
- .net.ec
- .adm.ec
- .art.ec
- .dgn.ec
- .pro.ec
- .rrpp.ec
- .bar.ec
- .pub.ec
- .disco.ec
- .tech.ec
- .info.ec
- .doc.ec
- .fot.ec

## Regionales
- .uio.ec
- .gye.ec
- .cue.ec
- .rio.ec
- .gal.ec
- .loj.ec

## Especiales
- .edu.ec
- .org.ec
- .med.ec
- .odont.ec
- .tur.ec
- .fin.ec

## Profesionales
- .abg.ec
- .agron.ec
- .arqt.ec
- .chef.ec
- .mktg.ec
- .ntr.ec
- .prof.ec
- .psic.ec
- .psiq.ec
- .vet.ec